# Geno (singolo)
Geno è un singolo del gruppo musicale britannico Dexys Midnight Runners, pubblicato nel 1980 ed estratto dall'album Searching for the Young Soul Rebels.
La canzone è stata scritta da Kevin Archer e Kevin Rowland ed è un omaggio al cantante soul Geno Washington.

## Tracce
7"
1. Geno
2. Breakin' Down the Walls of Heartache

## Classifiche

### Classifiche settimanali
| Classifica (1980) | Posizione massima |
| ----------------- | ----------------- |
| Irlanda           | 2                 |
| Regno Unito       | 1                 |

### Classifiche di fine anno
| Classifica (1980) | Posizione |
| ----------------- | --------- |
| Regno Unito       | 7         |